# Blu Patentato V
Il Blu Patentato V, o E131, nella codifica europea degli additivi alimentari, è un colorante sintetico di colore blu scuro. È un sale interno del composto di sale di sodio (CAS: 20262-76-4) o di calcio (CAS: 3536-49-0) del [4-(α-(4-dietilaminofenil)-5-idrossi- 2,4-disolfofenil-metilidene)-2,5-cicloesadien-1-ilidene] dietil-ammonio idrossido. L'aspetto è di una polvere violastra molto solubile in acqua.

## Uso
È usato in vari prodotti alimentari, come per esempio nelle uova alla scozzese e nei ghiaccioli al gusto di anice.

### Medicina
In medicina il blu patentato V è usato nella linfangiografia come colorante dei linfonodi e nell'analisi del rene.

## Effetti sul corpo umano
All'interno del corpo può accoppiarsi alle proteine e funziona come liberatore di istamina. Può causare reazioni allergiche, con sintomi dal prurito simile all'orticaria, nausea, ipotensione. In rari casi causa shock anafilattici. 
Non è raccomandato nei bambini.

## Legislazione
Il Blu Patentato V è proibito in Australia, Stati Uniti e Norvegia.